# Judas Mackabaios
Judas Mackabaios, Judas mackabeen, (hebreiska יהודה המכבי, Yehudah HaMakabi, latin: Judas Maccabaeus, grekiska Judas Mackabaios, översättning: Judas Hammaren), död 160 f.Kr., var tredje son till den judiske prästen Mattathias av Jojarivs släkt från Jerusalem, känd som segerrik nationalhjälte och en stor befriare i judisk kultur och västerländsk kultur genom Bibelns beskrivning av honom.

## Biografi
Judas Mackabaios ledde den mackabeiska revolten mot seleukiderna (167–160 f.Kr.). Epitetet Mackabaios kommer från det syriska ordet maqqaba, 'hammare', och gavs honom som erkännande för hans hårdhet i striderna.
År 175 f.Kr. blev Antiochos IV Epifanes kung över seleukidiska riket och påbörjade en assimilationskampanj mot judarna. I syfte att sammanbinda riket med de grekiska elementen i imperiet, försökte han att utplåna den judiska tron och hellenisera judarna. En präst från Modein vid namn Mattathias gjorde uppror och vid hans död 167 f.Kr. tog hans söner Judas, Simon Thassi, Elasar Avaran, Johannes Gaddi och Jonathan Apfos över kampen. Som befälhavare över militären utsåg Mattathias Judas, som rekryterade soldater till upproret. De var dock så få att de inte kunde starta krig, utan bedrev till en början ett gerillakrig. Efter en stor framgång vid ett större slag i Nahal el-Haramiah ökade tillströmningen till den judiska armén.
År 164 f.Kr. kunde Judas Mackabaios återta Jerusalems tempel. I den judiska traditionen berättas det att vid invigningen hade de endast olja för att hålla ljuset tänt i ett dygn, men oljan räckte mirakulöst i åtta dagar. Till minne av detta firar judarna Hanukkah. Invigningen återberättas i Första Mackabeerboken 4:36–61 och Andra Mackabeerboken 10:1–8.
Judas Mackabaios stupade i ett slag mot Bakchides, och till hans efterträdare valdes brodern Jonathan Apfos.

## I kulturen

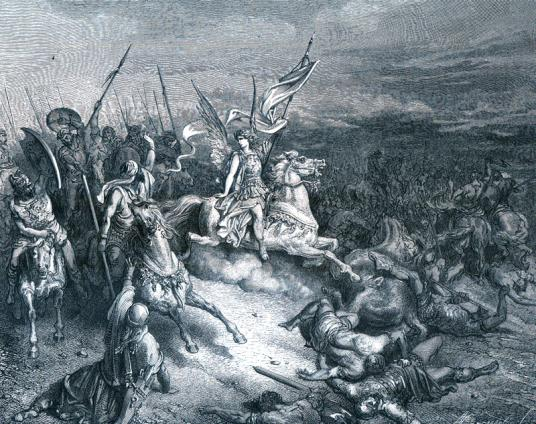
Judas Mackabaios seger över Seleukiderna. Träsnitt av Gustave Doré.

### I judisk kultur och i Israel
Judas Mackabaios är stor nationell hjälte för judar och staten Israel som segerrik och en stor befriare och som är vanlig i judisk kultur. 
Mackabiaden är namnet för internationella judiska idrottstävlingar som hålls vart fjärde år och Makkabi är namnet på ett otal judiska idrottsföreningar i alla tänkbara sporter.

### I Västerlandet
Under barocken, särskilt av monarker som själv leder sina trupper, sågs Judas Mackabaios som förebild för en stor nationell extremt segerrik hjälte, då han beskrivs som sådan i Bibeln. Därför var han ett väldigt populärt tema och förekommer i en mängd hyllningsverk. 
Mest känt är Händels oratorium Judas Maccabaeus, som han komponerade 1746 för att sporra engelsmännen där den politiska kontexten av jakobiterupproret 1745 och där Wilhelm August, hertig av Cumberland är den segerrike, efter de brittiska styrkornas framgångar vid slaget vid Culloden. Det är ett av Händels mest framförda oratorier.
Judas Mackabaios är också omnämnd i Dantes Divina Commedia.